# フットボール・アソシエーション
ザ・フットボール・アソシエーション（英: The Football Association）は、イングランドのサッカーを統括する国内競技連盟。略称はThe FA（ザ・エフエー）である。1863年に創立された世界最古のサッカー協会であるため、英語の正式名称は国名を表す修飾語を用いず定冠詞 'The' のみを伴う形で表記される。なお、日本語の報道ではイングランドサッカー協会との呼称が定着している他、サッカー専門の雑誌などでは 'The FA' から定冠詞を省いたFA等の呼び名でも表記される。
ザ・フットボール・アソシエーションは近代サッカーのルールの策定において大きな役割を果たしたことで知られている。イングランドに存在する全てのサッカークラブが加盟する団体として、イングランドのプレミアリーグおよび国内のカップ戦を主宰している。また国内の国際サッカー連盟（FIFA）と欧州サッカー連盟（UEFA）を構成する加盟団体の一つであり、ルールの制定に携わっている国際サッカー評議会（IFAB）の構成団体でもある。
以下この項目では特に断わりのない限り、当該団体の名称は 'FA' と表記するものとする。

## 概要
イングランドのサッカークラブは、すべてFAに所属している。また、サッカーイングランド代表を組織する役割を担っているほか、イングランドのトップリーグであるプレミアリーグの運営主体でもある。なお、プレミアリーグの下部に位置するイングリッシュ・フットボールリーグは独自の運営組織を持っている。
イギリスは本土4協会（イングランドサッカー協会・スコットランドサッカー協会・ウェールズサッカー協会・北アイルランドサッカー協会—正式名称アイルランドサッカー協会〔北アイルランドのサッカーを統括するアイリッシュ・フットボール・アソシエーション〕）および海外領土各協会（モントセラトサッカー協会、イギリス領ヴァージン諸島サッカー協会、ケイマン諸島サッカー協会、タークス・カイコス諸島サッカー協会、バミューダ諸島サッカー協会、アンギラサッカー協会）の各代表をそれぞれFIFAから認可されている。その理由は次の通りである。
1863年のFAとロンドンの12クラブ（11とする資料もある）による統一ルール作成により、近代サッカーが誕生し、イギリス各地に広がり、世界中に広がった。そして、近代サッカー誕生から41年後の1904年にFIFAが誕生した。FIFAは当初、原則1国1協会としていた。しかし、既にイギリス本土4協会（以下イギリス4協会と略）それぞれが独自に活動しており、さらに近代サッカーの母国としての優位性を主張したイギリスはFIFAに参加しなかった。
元々、サッカー単独の世界選手権（後のFIFAワールドカップ）を開催することが目的の一つだったFIFAは、近代サッカーの母国であり、自他共に認める近代サッカー初期の飛びぬけた最強の国であるイギリスをFIFAに加盟させるために、イギリス4協会それぞれを承認した。
以降、中国は香港とマカオ、中華民国はチャイニーズ・タイペイ名義、アメリカ合衆国は海外領土のグアム・アメリカ領サモア・プエルトリコ・アメリカ領ヴァージン諸島、オランダは海外領土のキュラソー島・アルバなどのようにFIFAは一定の自治が行われている地域の協会も認可するようになった。
イギリスの国内オリンピック委員会は、サッカーに関しては、統一イギリスの国内競技連盟を承認していない。このため、サッカーが近代オリンピックの公式なプログラムになっているにもかかわらず、単一国内オリンピック委員会管轄地域としての出場が大原則であるため、予選時から統一イギリス代表は参加していない（それぞれの地域代表が五輪予選を兼ねる大会に出場）。「統一イギリス代表」は、2012年まで過去12回出場している（非正式種目時代も合わせると13回）。しかし、グレートブリテン代表は、1908年ロンドンオリンピックと1912年大会では実際はアマチュアサッカーイングランド代表であり、1948年などホーム・ネイションズ（イングランド、アイルランド、スコットランド、ウェールズ）のアマチュア選手を集めた大会あったものの、イングランドのアマチュア選手が主体であった。1972年を最後にグレートブリテン代表はオリンピック予選への参加を止めた。イギリス4協会は、それぞれ1992年バルセロナ五輪からオリンピック欧州予選を兼ねているUEFA U-21欧州選手権に参加しており、実際にイングランド代表が準優勝するなどの成績を残しているが、たとえ優勝してもオリンピックには出場が認められないため、オリンピックへの出場は無い。
2012年の開催が決定した第30回ロンドン五輪では開催国として4協会が一体となった統一イギリス代表として出場することも検討したが、イングランド以外の3協会が協会の独立性が失われるとして反対したため、一旦は統一チーム結成は断念しイングランド代表の単独チームが『イギリス五輪代表』として出場することになっていた。しかし、イギリスオリンピック委員会を中心として調整をした結果、男子はイングランドとウェールズの合同チームとしてイギリス代表を結成し、女子はイングランドとスコットランド合同でサッカーイギリス女子代表を結成して本大会に出場した。

## 歴史

### FAの設立とサッカー競技規則の誕生
1863年10月26日にロンドンの居酒屋フリーメイソンズ・タバーンでロンドンにある12（11とする資料もある）のクラブおよびパブリックスクールの代表者の間で、「統一ルールの作成と、試合における同ルールの運用に携わる協会の設立」を目的とした会議が開かれた。FAはこの日を以て公式な設立日としている。
ロンドンでの会議に参加したクラブは、バーンズ、ブラックヒース（後に脱退）、ブラックヒース・スクール、クルセイダーズ、クリスタル・パレス、フォレスト、ケンジントン・スクール、ノー・ネイムズ、パーシバル・ハウス、サーピトン、シヴィル・サーヴィスFCなどであった。このうち、2015年時点までサッカークラブとして存続しているのはシヴィル・サーヴィスFCのみであり、その他のチームはラグビーユニオンのクラブとして存続しているものを除き、全て解散している。
同年12月8日までに6回のミーティングを行い、統一ルールの作成を行った。この統一ルール作成の過程で重要視されたのは、初会合の直前に新訂版が新聞上で公表されていたケンブリッジ・ルール（1848年に成立）であったため、同ルールの影響から、ボールを持って走ること、ボールを運んでいる相手にハッキング（すねをけること）、トリッピング（引っ掛けてつまずかせること）およびホールディング（おさえること）を行うことが禁止された。この決定はブラックヒースFCの反発を招き、同クラブはFAを脱退した。同クラブの脱退はラグビー・フットボールのルールの法典化と競技団体の設立の機運を高め、後の1871年にラグビー・フットボール・ユニオンの結成に繋がった。
12月8日の会議を以て、全14条から成る世界初のサッカー統一ルールが誕生した。現在のFAの見解およびそれを支持する意見においては、このときを以て近代サッカーが本格的に誕生したとされている。このサッカー統一ルールでの世界初の試合は1863年12月19日に行われたリッチモンド対バーンズ戦であり、結果は0-0の引き分けだった。
FAが制定した1863年版のサッカー競技規則はその後幾度か改訂を経ながら発展していき、後にFIFAがこの規則を採用したことで世界各地のサッカーがこのサッカー競技規則に則って行われるようになっていった。パブリックスクールにおけるフットボールのルールから派生し発展したサッカー競技規則がサッカーの原型をもたらした事実から、後に人々はイングランドを指して「サッカーの母国」と呼ぶようになったとされる。

### 孤立主義の歴史
サッカーの黎明期においては、英国以外の競技団体に対する「サッカーの発祥国としての優位性」を主張していた時期が存在した。当時のFAの公式ないし非公式な見解によれば、「イングランドが最強なのだから、イングランドを中心とする連合王国の本土4協会以外の弱い他国と試合をする必要が無い。従って、英国以外の国との国際試合を行う為にFIFAのような機関に所属する必要もない」との認識が当時のサッカー関係者の間で共有されていたことが明らかになっている。当時すでにプロリーグが開始されていたイングランドは、同じイギリス内のスコットランドなどを除けば圧倒的な実力差があり、オランダやフランスに“アマチュア”チームが遠征しても二桁の得点を挙げるほど実力に開きがあった。従って、フランスなど8カ国により結成されたFIFAに当初は加盟せず、ワールドカップにもしばらく参加しなかった。

### 女子サッカーに対する規制
1921年から1970年の約50年にわたり「サッカーは男子のスポーツ」、「サッカーは女子のからだに有害」といった主張を根拠としてFAは女子チームへのグラウンドの貸し出しを禁止し、イングランドにおける女子サッカーの普及を妨げた。詳しい経緯は次の通りである。
1914年に第一次世界大戦が勃発すると、志願兵あるいは徴用兵として戦地に赴いた男性に代わって女性が工場などで働くようになり、昼休みなど労働時間の合間にサッカーを行うようになった。その後、イングランドの各地にアマチュアの女子クラブが誕生しチャリティー目的で対外試合を行うようになると徐々に人気を博するようになり、スター選手も輩出するようになった。第一次世界大戦は1918年に終了したが、女子サッカーの人気は衰えず、2年後の1920年12月26日に、第一次世界大戦の犠牲者への支援金集めの目的で女子サッカーのチャリティー試合がリヴァプールで開催された。この試合は5万3,000人の観客を動員し、今日の貨幣価値（2011年時点）に換算して約5,000万円の支援金を集めた。
第一次世界大戦が終了して男子プロサッカーが再開しても女子サッカーの人気が衰えないことを危惧した男子プロサッカーのクラブ役員の中には、女子サッカーのクラブが寄付に回す金額が不透明であるなどといった風説を流布したり、自身で雇い入れた医者に「女子サッカー選手は子どもを産めない」という科学的根拠に乏しい報告を発表させる者も現れた。その後、1921年12月にはFAの名で女子チームへのグラウンド貸し出しについての禁止令が発令された。英国特有の女性蔑視もあり、禁止令が解除されたのはそれから約50年後の1970年のことであった。
2008年、FAはこの禁止令発令に関して公式に謝罪し、同時に禁止令を出す以前のトップスター選手だったリリー・パーを女性選手として初めてFAの「サッカーの殿堂」に加えた。
約50年続いた女子サッカーへの規制の影響から、長い間イングランドにおける女子サッカーの地位は低いものに留まり続けた。しかし1971年の女子サッカーへの規制解除から40年後の2011年、アマチュアのウィメンズ・スーパーリーグが開幕した。

## 主催
- FAカップ
- FAトロフィー
- FAユースカップ
- FAコミュニティ・シールド